# زیرناخن
زیرناخُن (انگلیسی: Hyponychium) منطقه بین صفحه ناخن و نوک انگشتان است. این محل اتصال بین لبه آزاد ناخن و پوست نوک انگشتان است. این بخش یک مانع ضدآب است.
زیرناخن لایه‌ای از یاخته‌ها که ناخن روی آنها قرار می‌گیرد و توان کراتین‌سازی دارد.
بخش بستر ناخن از لبه بافت زایا و جوانه زننده یا هلالی به زیرناخن امتداد می‌یابد.